# Colonia Tacurales
Colonia Tacurales o simplemente Tacurales es una localidad y comuna del departamento Castellanos, provincia de Santa Fe, Argentina. Se encuentra a 160 km de Santa Fe Ciudad y a 295 km de Rosario.
En el año 1884 el lugar ya era objeto del nacimiento de un pueblo por decisión de Carlos Cristiani, y ya desde 1890 la acción colonizadora era conocida en el llamado Rincón de los Tacurales. Cristiani designa como administrador a Carlos Stergleder, quién divide las tierras y funda el pueblo el 2 de octubre de 1890, llamado Colonia Tacurales por la gran cantidad de hormigueros (tacurúes) en la zona, misma razón que el nombre de la vecina localidad de Tacural. La población es de 562 habitantes, siendo ellos 299 varones y 263 mujeres.
La comuna se creó el 19 de enero de 1927, y su actual presidente es Damián Chiappero del frente Unidos para Cambiar Santa Fe, el cual finaliza su mandato en el 2025.

## Población
Cuenta con 562 habitantes (Indec, 2010), lo que representa un aumento del 6% frente a los 528 habitantes (Indec, 2001) del censo anterior.
| Gráfica de evolución demográfica de Colonia Tacurales entre 1991 y 2010 |
|                                                                         |
| Fuente: Censos nacionales del INDEC                                     |

## Parroquias de la Iglesia católica en Colonia Tacurales
| Diócesis  | Rafaela           |
| --------- | ----------------- |
| Parroquia | María Auxiliadora |
| Parroquia | San Antonio       |